# Imelda de' Lambertazzi

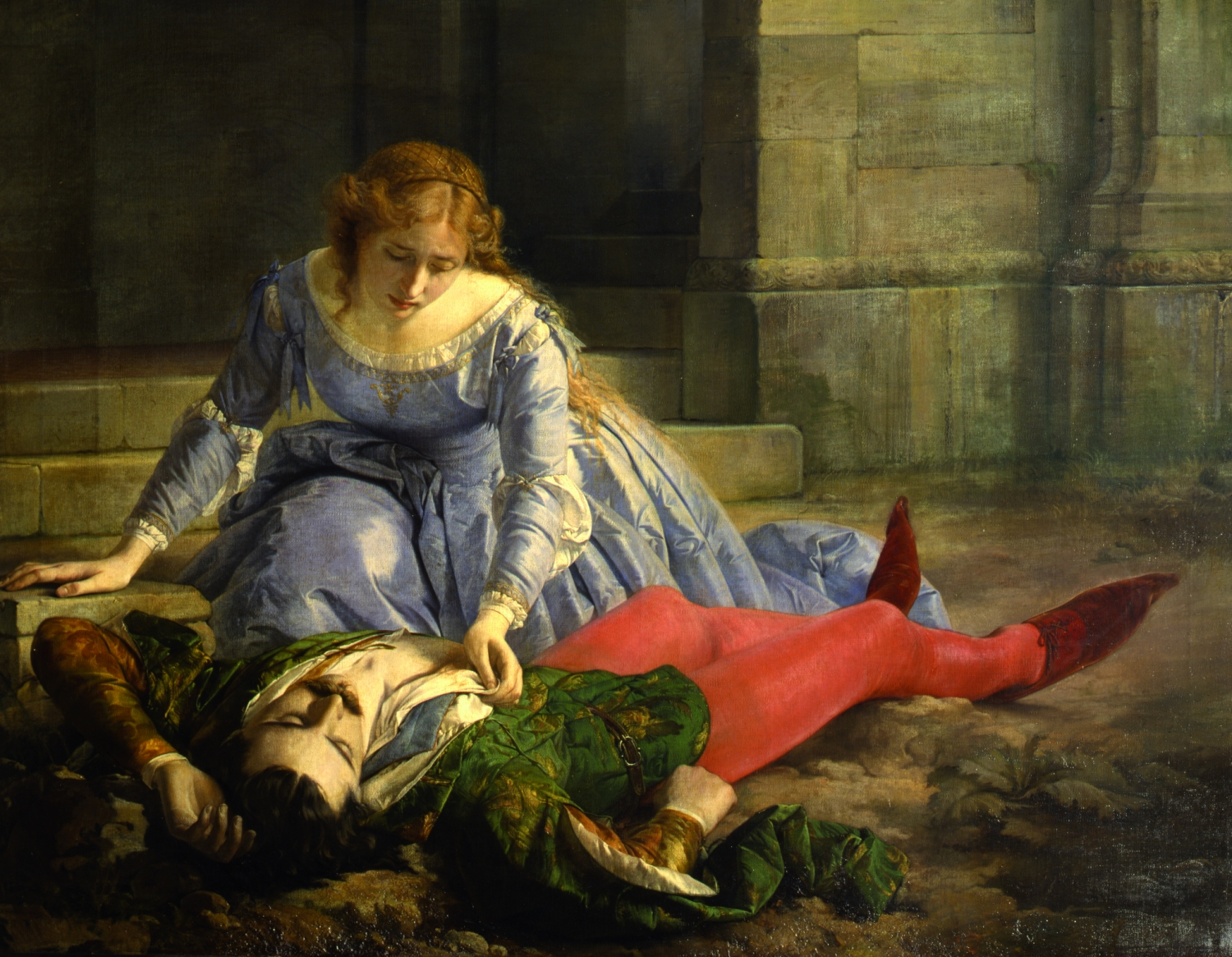
Imelda vid Bonifacios döda kropp. Målning av Pacifico Buzio.

Imelda de' Lambertazzi är en opera i två akter med musik av Gaetano Donizetti och libretto av Andrea Tottola efter pjäsen Imelda av Gabriele Speduti (1825).

## Historia
Imelda är ett av Donizettis tidiga verk med en farofylld intrig och tragisk utgång; Imeldas dödsscen blev en tidig höjdpunkt i tonsättarens operakarriär. Rollen som Bonifacio skrevs för barytonen Antonio Tamburini, för vilken Donizetti komponerade en storslagen aria. Operan hade premiär den 23 augusti 1830 på Teatro San Carlo i Neapel med Donizetti själv som dirigent.

## Personer
- Imelda Lambertazzi (sopran)
- Bonifacio Geremei (baryton)
- Lamberto (tenor)
- Orlando Lambertazzi (tenor)
- Ugo (bas)
- Ubaldo (bas)

## Handling
(Intrigen liknar den i Shakespeares tragedi Romeo och Julia.)
Familjerna Lambertazzi och Geremei i Bologna står på var sin sida när det gäller fejden mellan de påvetrogna guelferna och de kejsartrogna Ghibellinerna. Imelda Lambertazzi älskar Bonifacio, Geremeis arvinge. När han vill ha fred mellan familjerna blir Imeldas fader och broder rasande. Bonifacio gör ett sista försöka att få träffa Imelda men sticks ner av hennes bror Orlando med en förgiftad kniv. Imelda ber fadern om förlåtelse och dör också.